# 엠마 비클룬드

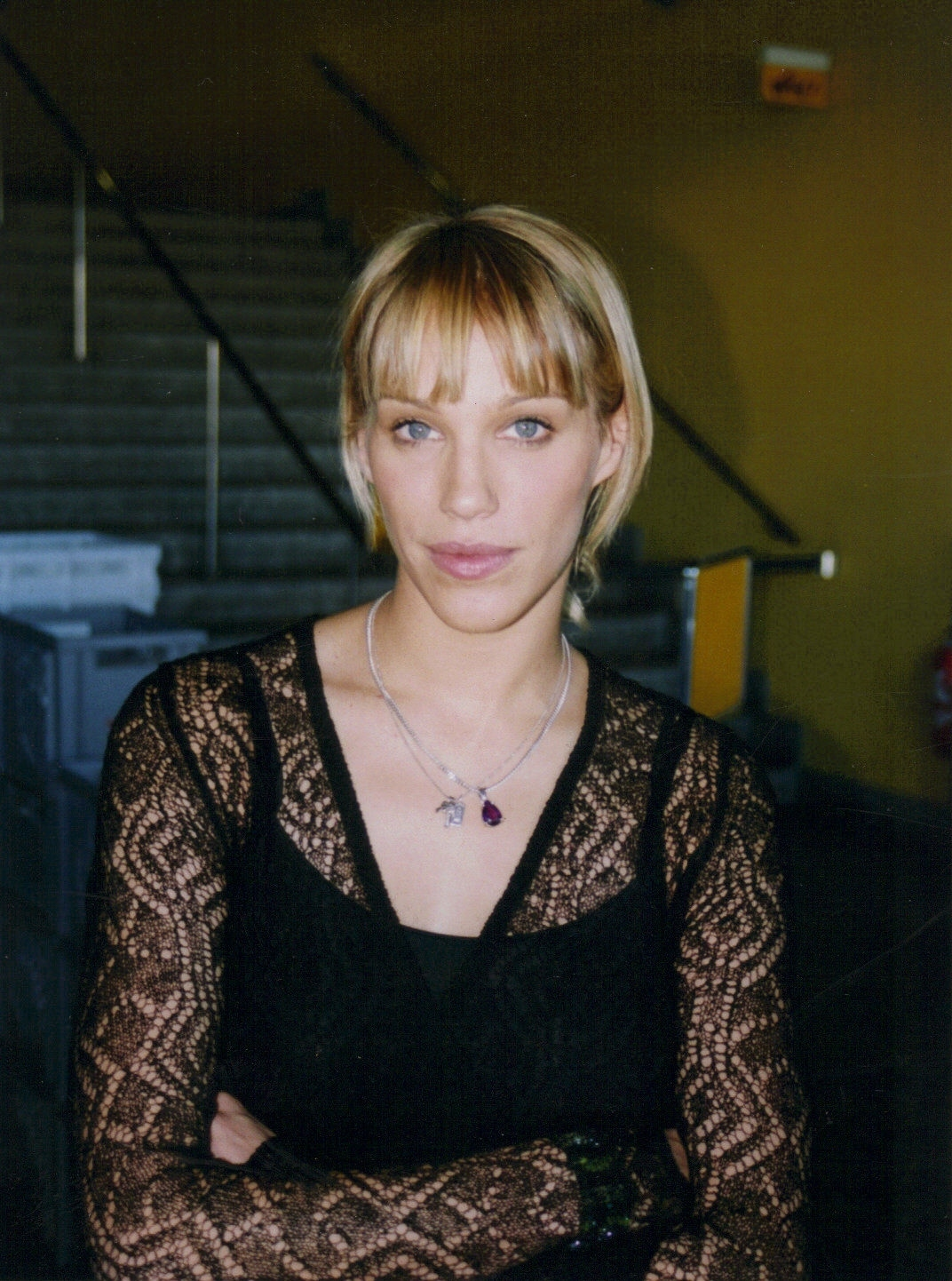

엠마 비클룬드(스웨덴어: Emma Wiklund, 혼전 성씨: 셰베리(Sjöberg), 1968년 9월 13일 ~ )는 스웨덴의 영화 배우이다. 프랑스의 영화 택시, 택시 2, 택시 3, 택시 4에 출연하였다.

## 출연 작품
- 택시